# Diadelia basifuscipennis
Diadelia basifuscipennis là một loài bọ cánh cứng trong họ Cerambycidae.